# 시베리아 항공 1812편 격추 사건
시베리아 항공 1812편 격추 사건은 2001년 10월 4일에 러시아 시베리아 항공(현재의 S7 항공) 1812편이 우크라이나군의 지대공 미사일에 의해 흑해 해상에 추락한 사건이다.

## 사건 경과
2001년 10월 4일에 러시아의 항공사인 시베리아 항공(현재의 S7 항공) 1812편(투폴레프 Tu-154M 기종)은 이스라엘 텔아비브에 위치한 벤구리온 국제공항을 출발하여 러시아 노보시비르스크에 위치한 톨마초보 국제공항에 도착하기 위해 흑해 상공을 비행 중이었다. 그러나 오후 1시 45분(현지 시간)에 아무런 예고도 없이 추락했다.
사건 당일에 시베리아 항공 1812편에는 승무원 12명, 승객 66명이 탑승하고 있었는데 승객들의 대부분이 러시아에 거주하던 친척들을 방문하려던 이스라엘인들이었다. 이 사건으로 인해 78명 전원이 희생되었다. 소치에 위치한 러시아 지상관제센터는 갑자기 여객기와의 교신 불능 상태가 되었는데 부근을 비행하던 아르메니아의 여객기 조종사가 시베리아 항공 소속 여객기가 공중에서 폭발한 이후에 급강하하여 추락하는 것을 목격했다고 관제탑에 보고했다.
이 사건은 처음에 미국에서 일어난 9.11 테러 직후에 일어난 사건이었기 때문에 테러리즘에 의한 파괴 활동이라고 여겨졌다. 하지만 사건 당일에는 흑해 연안에 주둔하고 있던 우크라이나군이 과거 몇 년 동안에 걸쳐 최대 규모의 군사 훈련을 실시했으며 현장에서 약 240km 떨어진 크림반도 동부의 군사 시설에서 벌어졌던 우크라이나군의 지대공 미사일 발사 훈련에 의한 미사일 오발·격추설이 등장하게 된다. 이 가설에 따르면 여객기 근처에서 일어난 미사일 폭발의 충격으로 인해 치명적인 손상을 입었기 때문에 추락했다는 것이었다.

## 러시아와 우크라이나의 주장
러시아 정부는 사건 발생 2일 후에 공개된 공식 성명을 통해 "우크라이나군이 발사한 S-200 지대공 미사일(사거리 300km)이 여객기를 명중했다."고 밝혔다. 5일 후에는 러시아 정부 산하 사건조사위원회가 "우크라이나군의 미사일이 여객기를 격추했다."고 밝혔다. 러시아 정부는 2001년 10월 12일에 공개된 보고서를 통해 "우크라이나군의 지대공 미사일이 시베리아 항공 소속 여객기를 명중했다. 여객기의 파편 흔적은 S-200 지대공 미사일에 의해서 생기는 특징적인 현상이기 때문에 우크라이나군이 미사일을 발사한 시점과 시베리아 항공 소속 여객기가 추락한 시점은 일치한다."라고 밝혔다.
반면 우크라이나군은 당초 미사일 발사는 계획대로 완료되었다고 주장했었다. 우크라이나군은 공식 성명을 통해 "훈련 과정에서 사용한 미사일의 사거리는 10km 안팎에 불과하다. 미사일을 발사했던 쪽에서는 항공기가 있지 않은 데다가 우크라이나군의 미사일 발사 훈련은 여객기 추락 사건이 벌어진 지 16분 후인 오후 2시에 시작되었다."라고 밝히면서 사건에 대한 개입을 전면 부인했지만 훈련 과정에서 장거리 지대공 미사일을 사용한 것은 부인하지 않았다. 그러나 여객기 격추에 대해서는 "절대 있을 수 없다."고 부인했다. 또한 그러한 의혹을 받고 있는 장거리 지대공 미사일에 대해서는 "오후 1시 41분에 발사된 지 불과 2분 만에 바다로 추락했다."고 말했다.

## 사건에 대한 배상 경과
우크라이나군은 여객기 격추 사건에 대한 관여를 전면 부정했지만 러시아 정부는 지대공 미사일의 위치를 굳이 밝히지 않은 상태에서 여객기를 명중했거나 여객기 근처에서 폭발했기 때문에 추락했다고 발표했다. 이 때문에 우크라이나 정부는 사건의 원인은 여전히 불분명하다고 밝히면서도 우크라이나의 관여가 있는 것에 대해 정식으로 사과하고 희생자 가족에 대한 배상 협상을 개시했다.
2003년 11월 20일에는 우크라이나와 이스라엘 정부가 여객기 추락 사건 희생자의 유족들이 동의한 조건에 따른 배상에 관한 합의문에 서명했다. 우크라이나 정부는 여객기 추락 사건에 대한 법적인 책임이 없고 어떠한 의무에도 구속되지 않는다고 밝혔다. 여객기 추락 사건 이후에 사임한 우크라이나의 군 수뇌부 인사는 언론과의 인터뷰에서 "우크라이나 정부의 배상은 인도적 배려에 의해 이루어진 것이지 죄책감을 인정한 것은 아니다."라고 밝혔다.
우크라이나 정부는 여객기 추락 사건으로 인해 희생된 러시아 시민 38명의 유족들에게 한 사람당 20만 달러를 지급하기로 결정했는데 이는 여객기 추락 사건으로 희생된 이스라엘 시민 40명의 유족들을 대상으로 지급한 배상금과 같은 수준이다. 러시아 의회는 2004년 5월에 우크라이나 정부와의 합의서를 비준했고 2004년 6월에는 블라디미르 푸틴 대통령에 의해 법안으로 통과되었다. 우크라이나 정부는 2003년부터 2005년 사이에 피해자의 유족들에게 1,560만 달러를 배상했다.
러시아에 거주하고 있던 유족들 가운데 일부는 우크라이나 정부의 배상을 거부하고 우크라이나 키이우 법원에 여객기 추락 사건에 대한 우크라이나 국방부의 배상을 요구하는 민사소송을 제기했다. 키이우 항소법원은 2007년 8월 22일에 열린 재판에서 우크라이나 국방부에 대한 소송을 기각하고 우크라이나군은 여객기 추락 사건에 대한 책임을 지지 않는다고 판결했다.
2004년에는 시베리아 항공이 여객기 추락 사건에 대한 배상 차원에서 1,530만 달러가 넘는 금액을 지급해 달라며 키이우 법원에 우크라이나 정부를 상대로 소송을 제기했다. 우크라이나 정부는 법정에서 레이더 기록을 근거로 "여객기 추락은 우크라이나군이 발사한 미사일에 의한 것이 아니다."라고 주장하면서 러시아 정부의 조사 결과를 부정했다. 이에 대해 원고 측 변호사는 우크라이나 정부가 "유족들과 배상 문제를 놓고 협상했다."고 스스로 언론에 발표한 점을 지적하면서 "우크라이나군이 여객기 추락 사건에 관여한 사실이 객관적으로 증명된다."고 주장했다. 결국 우크라이나 법원은 2011년 9월에 시베리아 항공이 제기한 소송을 기각했으며 2012년 5월에는 키이우 법원이 시베리아 항공의 항소를 기각했다.

## 같이 보기
- 이타비아 항공 870편 추락 사고
- 이란 항공 655편 격추 사건
- 대한항공 007편 격추 사건
- 대한항공 902편 격추 사건
- 말레이시아 항공 17편 격추 사건
- 우크라이나 국제항공 752편 격추 사건
- 러시아-우크라이나 관계